# امبیرل
امبیرل (به فرانسوی: Ambierle) یک کامین در فرانسه است که در Canton of Saint-Haon-le-Châtel واقع شده‌است.

## خصوصیات
امبیرل ۳۰٫۷۶ کیلومترمربع مساحت و ۱٬۸۱۶ نفر جمعیت دارد.